# Coups et blessures
Pour la chanson, voir Coups et Blessures.
Les coups et blessures sont une notion de droit pénal.

## Par pays

### Canada
Le Code criminel  utilise le terme « lésions corporelles » plutôt que coups et blessures. Par exemple, causer des lésions corporelles est une infraction à l'article 269 C.cr. . La lésion corporelle est définie à l'article 2 C.cr. comme étant une « blessure qui nuit à la santé ou au bien-être d’une personne et qui n’est pas de nature passagère ou sans importance ». 
Une infraction criminelle va souvent recevoir une peine plus sévère lorsqu'elle est accompagnée de lésions corporelles. À titre d'illustration, l'article 272 C.cr. concerne l'agression sexuelle armée, menaces à une tierce personne ou avec infliction de lésions corporelles. Il s'agit d'un crime plus sévèrement puni que l'agression sexuelle simple de l'article 271 C.cr..

### Belgique
En Belgique, la notion de « coups et blessures » n'est pas définie par la loi mais par la jurisprudence.

### France
En France, les coups et blessures relèvent d'une contravention, sauf lorsque :
- ils sont portés contre une personne particulière (conjoint, personne particulièrement vulnérable) ;
- les coups sont suffisamment graves pour engendrer une incapacité temporaire de travail, voire mortels (même si les coups sont non intentionnels).

### Suisse
Le Code pénal suisse punit les infractions de « lésion corporelle » simple ou grave.